# Йорк-холл

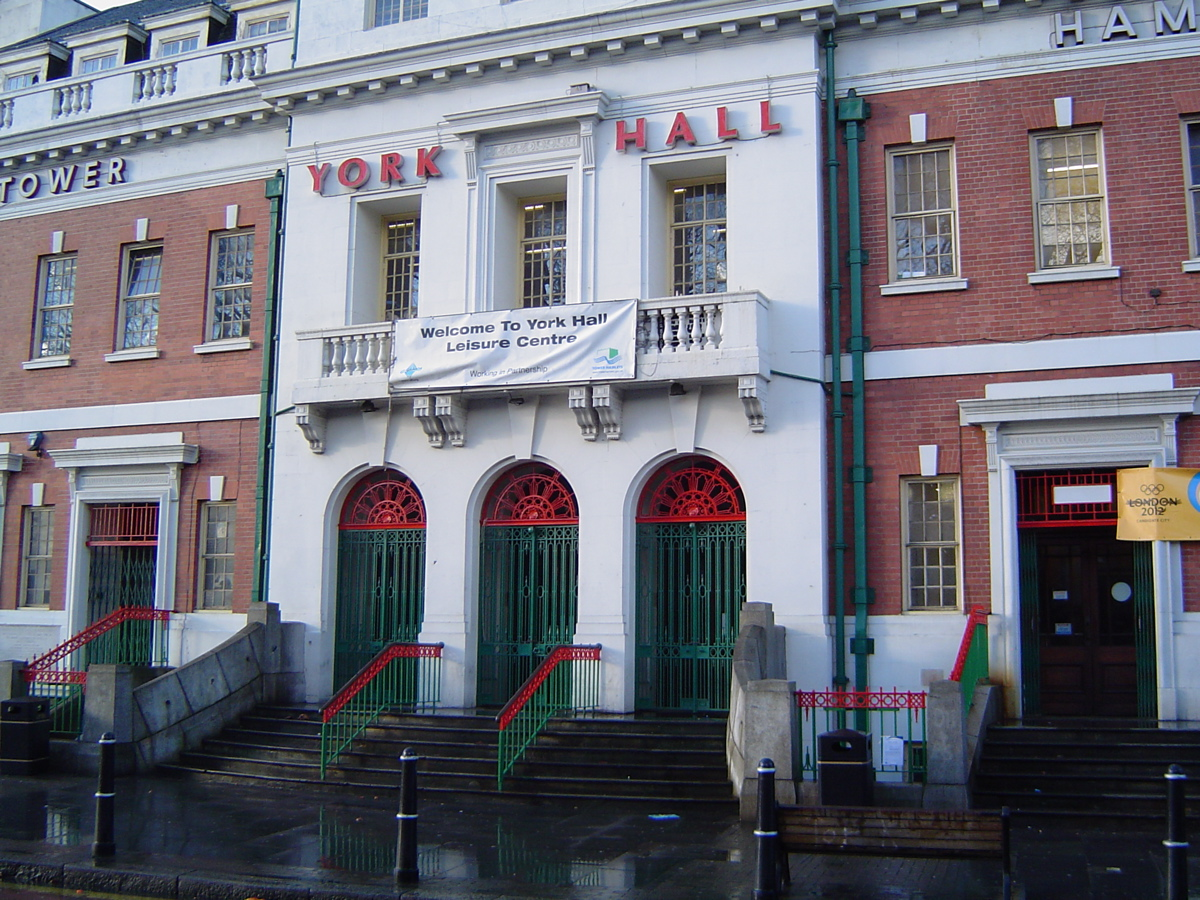
Йорк-холл в 2005 году

Йорк-холл (англ. York Hall) — физкультурно-оздоровительный центр в Лондоне, получивший свою популярность как место многочисленных боксёрских поединков, вместимость зала 1200 человек. Расположен на улице Олд-Форд-Роад (англ. Old Ford Road) в Бетнал-Грин, Лондон, Англия.
Йорк-холл был основан в 1929 году как общественная турецкая баня, на открытии присутствовал будущий британский король, герцог Йоркский Георг VI.
В начале 2000-х власти боро Тауэр-Хамлетс (en:Tower Hamlets London Borough Council) планировали закрыть Йорк-холл, что было негативно воспринято общественностью. По словам представителя, у совета боро было недостаточно средств, чтобы содержать здание с бассейном, спортзалом и парными, обходившееся в 600 000 фунтов стерлингов в год. Однако вместо закрытия было принято решение модернизировать центр. В 2005—2007 в Йорк-холл в рамках программы реконструкции объектов отдыха в боро было вложено 4,5 миллиона фунтов. В январе 2008 года на открытии обновлённого физкультурно-оздоровительного центра, как и в 1929, вновь присутствовал герцог Йоргский — Эндрю.